# Seznam ukrajinských spisovatelů
Seznam ukrajinských spisovatelů obsahuje přehled některých významných spisovatelů, narozených nebo převážně publikujících na Ukrajině.

## A
- Mykola Amosov
- Emma Andijevská
- Jurij Andruchovyč
- Sofija Andruchovyč
- Borys Antonenko-Davydovyč
- Bohdan-Ihor Antonyč

## B
- Ivan Bahrjanyj
- Vasyl Barka
- Mykola Bažan
- Serhij Berďajev
- Ivan Bilyk

## C
- Semjon Kuzmič Cvigun

## Č
- Dniprova Čajka

## D
- Jurij Darahan
- Ljubko Dereš
- Volodymyr Dibrova
- Semen Divovyč
- Serhij Djačenko
- Dmytro Doncov
- Mytrofan Dovhalevskyj
- Olexandr Dovženko
- Otar Dovženko
- Ivan Drač
- Mychajlo Drahomanov
- Mychajlo Draj-Chmara
- Volodymyr Drozd

## E
- Vasyl Ellan-Blakytnyj

## F
- Jurij Feďkovyč
- Ivan Franko

## G
- Vasyl Gabor

## H
- Andrij Harasevyč
- Tymofij Havryliv
- Andrij Holovko
- Oles Hončar
- Oleh Hovda
- Hryhorij Hrabjanka
- Jevhen Hrebinka
- Mychajlo Hruševskyj
- Vasyľ Hryhorovyč-Barskyj
- Maksym Hryva
- Jevhen Hucalo
- Petro Hulak-Artemovskyj

## Ch
- Jurij Chorunžyj
- Mykola Chvyljovyj
- Boris Chersonskij

## I
- Ivan Irljavskyj
- Oleksandr Irvanec
- Oksana Ivanenková
- Jurij Izdryk

## J
- Mychajlo Jackiv
- Jurij Janovskyj
- Volodymyr Javorivskyj
- Stefan Javorskyj

## K
- Ihor Kalynec
- Irena Karpa
- Jurij Klen
- Oleksandr Klymenko (spisovatel)
- Natalija Kobrynska
- Olha Kobyljanska
- Mychajlo Kocjubynskyj
- Ivan Kočerha
- Jurij Kolesnyčenko
- Oleksij Kolomijec
- Ivan Kolos
- Jevhenija Kononenko
- Heorhij Konyskyj
- Natalena Koroleva
- Jurij Kosač
- Lina Kostenková
- Hryhorij Kosynka
- Ivan Kotljarevskyj
- Hrycko Kovalenko
- Mykola Kuliš
- Pantelejmon Kuliš
- Hryhorij Kvitka-Osnovjanenko
- Nadija Kybalčyč

## L
- Bohdan Lepkyj
- Oksana Ljaturynska
- Jurij Lohvyn
- Oksana Lucyšyna

## M
- Jevhen Malanjuk
- Taňa Maljarčuk
- Andrij Malyško
- Ihnatij Maksymovyč
- Valentyna Masterova
- Marija Matiosová
- Halja Mazurenko
- Leonid Mosendz
- Jurij Mušketyk

## N
- Ivan Nečuj-Levyckij
- Ivan Nekraševyč

## O
- Natalija Okolitenko
- Sofia Okunevska
- Oleksandr Oles
- Borys Olijnyk
- Oleh Olžyč
- Julian Opilskyj
- Todos Osmačka

## P
- Halyna Pahuťak
- Petro Panč
- Ihor Pavljuk
- Dmytro Pavlyčko
- Olena Pčilka
- Viktor Petrov
- Valerjan Pidmohylnyj
- Jevhen Plužnyk
- Jurij Pokalčuk
- Oleksandr Poderevjanskyj
- Ljubov Ponomarenko
- Vasyl Porťak
- Taras Prochasko
- Feofan Prokopovyč

## R
- Mykola Rjabčuk
- Stepan Rudanskyj
- Mykola Rudenko
- Odarka Romanova
- Maksym Rylskyj

## S
- Ulas Samčuk
- Volodymyr Savčenko
- Mychajlo Semenko
- Ivan Senčenko
- Hryhorij Skovoroda
- Vasyl Slapčuk
- Natalka Sňadanko
- Volodymyr Sosjura
- Mychajlo Staryckyj
- Ljudmyla Starycka-Černjachivska
- Oleksa Stefanovyč
- Vasyl Stefanyk
- Mychajlo Stelmach
- Vasyl Stus
- Jevhen Sverstjuk
- Anatolij Svydnyckyj
- Vasyl Symonenko

## Š
- Taras Ševčenko
- Valerij Ševčuk
- Vasyl Ševčuk

## T
- Ljudmyla Taran
- Olena Teliha
- Illja Turčynovskyj
- Hryhir Ťuťunnyk
- Hryhorij Ťuťunnyk
- Pavlo Tyčyna

## U
- Lesja Ukrajinka
- Oles Uljanenko

## V
- Stepan Vasyľčenko
- Samijlo Velyčko
- Mykola Vinhranovskyj
- Volodymyr Vladko
- Mykola Voronyj
- Marko Vovčok
- Volodymyr Vynnyčenko
- Jurij Vynnyčuk
- Ostap Vyšňa

## Z
- Oksana Zabužko
- Pavlo Zahrebeľnyj
- Mykola Zerov
- Trochym Zinkivskyj

## Ž
- Serhij Žadan
- Volodymyr Žmyr
- Oleksandr Žovna
- Halyna Žurba